# SUBTERRANEAN ROMANCE
SUBTERRANEAN ROMANCE （サブタレニアン・ロマンス）は、日本のロックバンド、DOESのアルバム。2007年11月28日、キューンレコードより発売。

## 解説
- メジャー2ndアルバム。
- 初回生産限定盤と通常盤とLP盤の3形態で発売。初回盤はDVD付で、2007年に行われたツアー「ワインディング・ロード」より新宿LOFTでのライブ映像が6曲収録されている。

## 収録曲

### CD
1. シンクロニズム (3:38)
2. サブタレニアン・ベイビー・ブルース (3:20)
3. 修羅 (3:18)
4. 戯れ男 (3:20)
5. ブラックホール・シンドローム (4:41)
6. オーライとオーイエ (3:32)
7. バスに乗って (3:50)
8. 色恋歌 (3:44)
9. チャイナ・マーダー (3:48)
10. 眠れない夜に (3:27)
11. 三月 (3:16)
12. ハッピー・エンド (4:19)

全作詞・作曲：氏原ワタル　編曲：DOES

### 初回特典DVD
1. 明日は来るのか
2. ダンス・イン・ザ・ムーンライト
3. 田舎のライダー
4. 地下鉄曲
5. 戯れ男
6. 修羅